# Chapelle Notre-Dame-de-Pitié de Fontevraud-l'Abbaye
La chapelle Notre-Dame-de-Pitié est une chapelle située à Fontevraud-l'Abbaye, en France.

## Localisation
La chapelle est située dans le département français de Maine-et-Loire, sur la commune de Fontevraud-l'Abbaye au Sud-Est de l'ensemble abbatial au carrefour de la rue de l’Ermitage et de la route de Couziers.

## Description
"Elle se distingue  par une ornementation renaissance  avec pilastres ioniques, Agrafe, fronton interrompu et pôt à feu" . En 1871-1872 les paroissiens  épargnés par l'invasion prussienne prolongèrent  en action de grâce l'église d'une sacristie . À la même époque le décor intérieur  fut repris en l'articulant  autour d'une Vierge de pitié sculptée dès la  fin du XVIe. Complète la décoration une vue d'artiste  représentant  la croix et le Golgotha  dominant Jérusalem .

## Historique
L'édifice construit en 1579, à la suite d'un vœu des  officiers de l'Abbaye pour remercier la Vierge de les avoir protégés lors des guerres de Religion ou d’une épidémie de peste. Il bénéficia d'une restauration  et d'un agrandissement en 1872 . Il est classé au titre des monuments historiques le 8 septembre 1965.